# پسر بازیگوش
«پسر بازیگوش» (ازبکی: [ Shum bola, Шум бола] Error: {{Lang}}: متن دارای نشانه‌گذاری ایتالیک است (راهنما)) یک فیلم سینمایی ساخت کشور ازبکستان است که در سال ۱۹۷۷ منتشر شد. این فیلم سینمایی در زمان اکران بسیار محبوب بود.